# Robin Summa
Robin Summa, né le 12 avril 1994 à Pithiviers, est un artiste, créateur de masques et acteur franco-italien.

## Biographie
Fils du metteur en scène, créateur de masque et marionettiste italien Pierangelo Summa et de la mathématicienne Mireille Gettler-Summa, Robin Summa acquiert d'abord une notoriété en Italie à partir de 2019, pour avoir remis en lumière l'oeuvre de son père autour du masque de théâtre, effort lui ayant valu de recevoir plusieurs prix sur le territoire italien,,. En 2019 et 2022, il édite en Italie deux livres réunissant des textes, cours et conférences inédits de ce dernier,,,. Le premier volume est ensuite traduit, enrichi et publié en France aux éditions de la Librairie théâtrale, en 2025,,,,.
Sa première exposition personnelle, présentant des masques créés sur la base des modèles sculptés par son père, est inaugurée le 17 janvier 2019 à l'Institut français de Naples,.
En 2020, il ouvre également à Naples l'atelier-boutique la maschera è libertà, dédiée exclusivement à la vente de masques de théâtre,. Son travail insiste sur la dimension politique et sociale de la commedia dell'arte,,.
Il anime des ateliers, conférences,, et masterclasses dans des cadres institutionnels et privés en France et à l'international,,. Ses masques sont notamment utilisés au Cours Florent, qui en possède une collection complète. En 2023, Il Mattino le définit comme "l'un des facteurs de masques les plus estimés au niveau mondial".
Il a étudié la philosophie à l'université Paris 1 Panthéon-Sorbonne.
Robin Summa est aussi acteur,,, auteur et musicien,,,,. En 2023, le film Arthur & Diana, réalisé par sa soeur Sara Summa, et dans lequel il joue aux côtés de cette-dernière, est sélectionné au TIFF de Toronto,,,.

## Expositions et conférences (sélection)
- 2019 : Pulecenella e noi. Maschere rinascenti, Institut français de Naples, Naples, Italie.
- 2020 : La maschera è libertà, avec des oeuvres de Caterina Nissim et Emanuele Luzzati, Spazio Papel, Milan, Italie[45]
- 2021 : Masques et subversion. La Commedia dell’Arte, entre l'Italie et la France, avec Carlo Boso, Institut Français - Centre Saint-Louis, Rome, Italie
- 2021 : The Masks before the Masks: Carnaval, Festival Masq'alors !, Saint-Camille, Canada[46],[47]
- 2022 : Pulcinella tra le sue maschere (curateur), sous la direction de Carlo Faiello, Domus ARS, Naples, Italie[48],[49]
- 2023 : La maschera dall'Attellana alla commedia dell'arte attraverso le creazioni di Pierangelo e Robin Summa, PulciNellaMente, Palazzo Ducale Sanchez de Luna d'Aragona, Sant'Arpino, Italie[50]

## Acteur
- 2003 : L'Île Atlantique de Gérard Mordillat : un copain
- 2021 : Wenn in einer Winternacht zwei Reisende de Sara Summa : Francesco Romolo
- 2022 : Come Prima de Tommy Weber : il benzinaio
- 2023 : Arthur & Diana de Sara Summa : Arthur